# Егоров, Александр Сергеевич (саночник)
Александр Сергеевич Егоров (род. 26 октября 1985 года) — российский саночник, специализирующийся в натурбане.

## Карьера
Александр занимается натурбаном с 1996 года. С 2001 года в составе сборной России.
В 2004 году удостоен звания «Мастер спорта России международного класса».
Специализируется в двойке, его партнёр — Пётр Попов.
Первой крупной победой было золото на юниорском чемпионате Европы 2005 года в Кандалакше.
Во взрослой карьере дважды становился бронзовым призёром чемпионата Европы и один раз — серебряным призёром чемпионата мира.
На этапах Кубка мира 21 раз оказывался на подиуме, в том числе дважды раз — на верхней ступени пьедестала. Это произошла 14 января 2007 года в австрийском Умхаузене и 4 января 2015 года в Лазе.
Сезоны 2013/14 и 2014/15 двойка Егоров / Попов завершала на второй позиции мирового рейтинга, а сезон 2015/16 — на третьей строчке.
Менее удачно выступает и в одиночке. Дважды оказывался в числе 25 лучших одиночников по итогам Кубка мира.

## Образование
В 2007 году окончил Мурманский Государственный педагогический университет.